# 臺灣問題

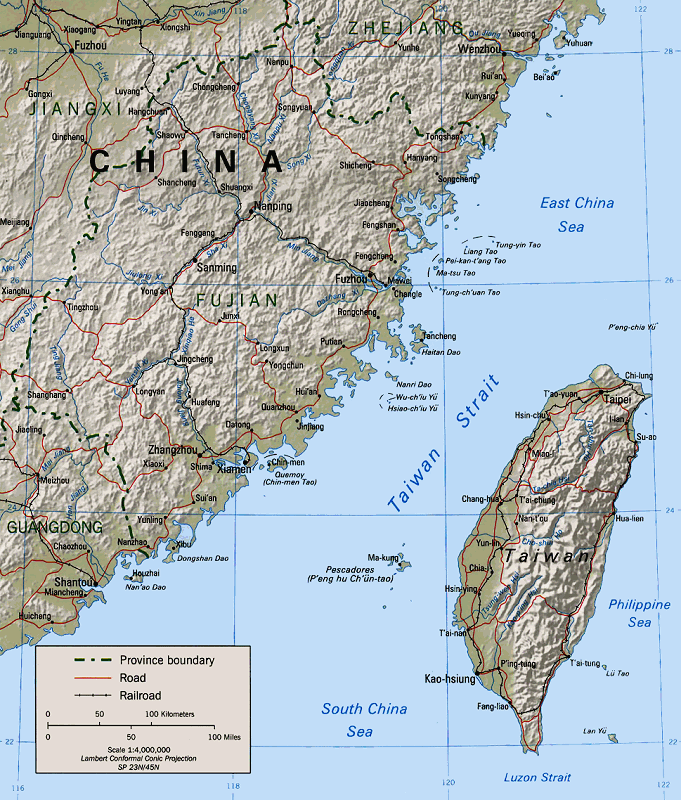
臺灣海峽，其中中華民國政府在海峽西岸控制福建沿海的金門和馬祖兩地

中华民国臺灣地區的行政疆域圖

臺灣問題，是指第二次世界大戰及第二次國共內戰後，關於臺灣政權及主權歸屬的問題及争议，為海峽兩岸關係的重要元素之一。背景為中國共產黨基本取得第二次國共內戰的勝利後，於1949年在中國大陸建立中華人民共和國，中國國民黨領導下的中華民國政府則在同年底撤退至臺灣，導致中國大陸與臺灣相隔台灣海峽在政治上分治分立。此後，中華人民共和國與中華民國雙方產生主權、領土以及政權合法性的争议，雙方彼此主權聲索、宣稱擁有中國全境之管治權，其中以臺灣（臺澎金馬）未來政治前途的争议最为尖锐，通常被稱為「兩岸問題」、「統獨議題」，另有「台湾議题」、「台湾（政治）地位问题」、「中華民國問題」及「中國問題」等多種稱呼。對於臺灣問題未來走向的常見推測有三種：維持兩岸分治現狀、臺灣獨立或两岸统一。由于台海两岸在政治、军事、意识形态等方面的对立，以及民意變化等因素，造成现今两岸政府、政党和民众对台湾问题最终结果的认知与追求各不相同。
中華人民共和國建立後，主張已取代中華民國成為後繼的中國國家政權、並聲稱由中華民國實控的臺灣為其「神聖領土的一部分」，因而謀求武力解放臺灣；但隨著解放軍在1949年底古寧頭戰役失敗、以及參與韓戰等因素，而無法在短期內攻打臺灣。冷戰期間，中華人民共和國政府長期與中華民國政府相隔台海兩岸對峙，並在國際社會相互爭奪中國代表權。1971年，中華人民共和國透過《聯合國大會第2758號決議》取得原由中華民國擁有的聯合國「中國」席位，之後被世界大多數國家承認為中國唯一合法政權。1980年代开始，中华人民共和国政府转以“和平统一、一国两制”和“不承诺放弃使用武力”的和戰兩手策略为对台基本方针，以求统一台湾；習近平執政時期則明確提出「一國兩制臺灣方案」，但遭臺灣朝野無分統獨立場的抵制。
而退守臺灣的中華民國，由於一黨專政的中國國民黨在1990年代以前堅持「法統」，因而持续「中华民国統一大陆」的国策，並長期謀求反攻大陸；但隨著地緣政治的變化、以及臺灣民主化後國內政治及社會生態的轉變，中華民國政府處理臺灣問題的方針轉為隨著政黨輪替而更迭，惟共通點為強調中華民國在臺灣為主權獨立的國家，對中國代表權的競逐則實務上停止。李登輝政府上台後，開啟兩岸政府透過半官方機構常態交流的對話機制，並在執政前期提出《國家統一綱領》以谋求海峽兩岸經由和平方式逐步統一，但執政後期提出「兩國論」觸怒中國大陸，造成兩岸官方對話的停擺。2000年，持臺灣本土路線的民主進步黨首次執政，所組建的陳水扁政府在上台時提出「四不一沒有」未久便轉向主張「一邊一國」論述，形成「官冷民熱」的兩岸關係格局。馬英九政府時期持「不統、不獨、不武」的立场，主张「一中各表」及接受九二共識，重啟兩岸官方對話，同时呼吁中国大陆方面正视中华民国存在的事实。至蔡英文政府及賴清德政府時期，則不承認九二共識、並轉為強調「海峽兩岸互不隸屬」，導致兩岸的官方關係再次走向低點。

## 歷史
1936年6月16日，中共中央政治局委員毛澤東在接受埃德加·斯諾訪問時，表達關於中國共產黨若打敗日本後收復領土的立場，在這訪問中毛強調東北是要收復的，但同時明白指出支持朝鮮及台灣脫離日本管制尋求獨立，以及內蒙古成立自治區。1941年12月9日，中華民國正式對日本宣戰，單方面宣佈中國與日本之間一切條約、專約、協定、及契約均屬無效。在美軍投入太平洋戰場之後，身為日本重要南進基地的臺灣也多次遭受美軍的轟炸。
1943年12月1日，中華民國國民政府軍事委員會委員長蔣中正、美國總統富蘭克林·德拉諾·羅斯福、英國首相邱吉爾於埃及首都開羅發表《開羅宣言》，其中表示「三國之宗旨，在剝奪日本自1914年第一次世界大戰開始後，在太平洋上所奪得或占領之一切島嶼，及使日本在中國所竊取之領土，如滿洲、臺灣及澎湖群島等歸還中華民國」。
1945年7月26日，中華民國國民政府主席蔣中正（未被邀請與會） 、美國總統哈瑞·S·杜魯門、英國首相邱吉爾於德國波茨坦發表《波茨坦公告》，第八點表示「開羅宣言之條件必將實施，而日本之主權必將限於本州、北海道、九州、四國及吾人所決定其他小島之內。」為日本投降必要條件之一。《波茨坦公告》第八条表示“《开罗宣言》之条件必须实施”，确认了《开罗宣言》，而抱持台灣主權未定論者認為《波茨坦公告》及《開羅宣言》的效力遠不如經48國所簽訂的《舊金山和約》，領土歸屬問題仍須經過和平條約的規定才能確立。
8月15日，昭和天皇於東京發表《終戰詔書》，清楚表示「朕已飭令帝國政府通告美、英、支、蘇四國，願受諾其共同宣言。」
9月2日，日本與美國、中華民國、英國、蘇聯、澳大利亞、加拿大、法國、荷蘭、紐西蘭十國於東京灣簽署正式《降伏文書》，降伏文書第一點指出「余等遵奉日本天皇、日本政府及日本帝國大本營之命令並為其代表，茲接受美、中、英三國政府首領於1945年7月26日在波茨坦所發表，其後又經蘇維埃社會主義共和國聯邦所加入之公告所列舉之條款。中美英蘇四國在此文件中將被稱為盟邦」。
同日盟軍最高統帥麥克阿瑟發佈《一般命令第一號》，當中第一道命令的甲項指示「在中國（滿洲除外）、台灣及北緯十六度以北之法屬印度支那境內之日軍高階司令官及所有陸海空軍及附屬部隊應向蔣介石將軍投降」，9月9日，由代表中國戰區最高統帥蔣介石的何應欽上將在南京市與駐華日軍最高指揮官岡村寧次上將一同簽署了《向中國戰區投降降書》，第一點指示「日本帝國政府及日本帝國大本營已向聯合國最高統帥無條件投降。」第二點乙項指示「（東三省除外）台灣與越南北緯十六度以北地區內之日本全部陸海空軍與輔助部隊應向蔣委員長投降。第七點指示「當即服從蔣委員長之節制並接受蔣委員長及其代表何應欽上將所頒發之命令。」；10月5日，台灣省行政長官公署秘書長兼警備總司令部前進指揮所主任葛敬恩中將，率領幕僚80餘人飛抵台北；10月17日，第七十軍及長官公署官員分乘美軍艦艇40餘艘抵達基隆；10月25日，台灣地區的受降典禮在台北公會堂（今中山堂）舉行，由陳儀將軍代表蔣介石將軍接受日本臺灣總督兼第十方面軍司令官安藤利吉將軍的投降。受降典禮結束後，陳儀對外發表一篇「廣播詞」，稱「從今天起台灣及澎湖列島已經正式重入中華民國版圖」。
1946年，中國國民黨與中國共產黨就二戰後統一、民主之中國談判破裂，第二次國共內戰爆發。1946年10月，蔣介石偕夫人赴台灣巡視:49，蔣察看後十分高興，私下曾說：“台灣尚未被共黨分子所滲透，可視為一片淨土，今後應積極加以建設，使之成為一模範省，則俄、共雖狡詐百出，必欲亡我國家而甘心者，其將無如我何乎！”、“有了台灣，就有了一切。”；此外，台灣條件獨特，氣候宜人，物產礦藏豐富，經過日本長期統治後，台灣經濟自成系統，與中國大陸有相隔100多公里之台灣海峽，解放軍沒有現代化海空軍極難橫渡。自從國民政府接管台灣以後，為因應國共內戰將大量台灣物資輸往中國大陸，長官公署治台政策錯誤、官員貪污腐敗現象層出不窮，在民不聊生之下，於1947年2月底發生二二八事件，台灣各地發生軍民衝突，抗爭與衝突持續數日，在本省精英向陳儀台灣當局請願無果下民間衝突愈演愈烈，本省居民與外省移民在抗爭下都各有死傷，衝突自台北市蔓延全台灣，國民政府由中國大陸增援軍隊抵達台灣暴力鎮壓與實施清鄉，眾多台灣本省、外省民眾與菁英都在國民政府的鎮壓中犧牲，此事件造成台灣本土人民與自中國大陸遷台軍民之間長期的裂痕。1949年10月1日，中華人民共和國中央人民政府成立；同年12月7日，中華民國中央政府正式遷往台北市。兩岸自此進入對立與分治狀態，中華民國政府繼續有效統治浙東諸小島、台灣島、澎湖群島、金門、馬祖、東沙群島，以及南沙群島的太平島，而中華人民共和國政府有效統治中國大陸。直到1971年中華民國退出联合国之前，中華民國政府是国际承认的中國的唯一合法政府，並宣稱要收復大陸。
由於美國總統杜魯門對於中國國民黨嚴重的貪污腐化深感不滿，並計畫聽任中國共產黨率領的中国人民解放軍佔領台灣，但之後由於國際局勢發生重大變化，而且1950年6月25日朝鮮戰爭爆發，杜魯門一改「袖手旁觀的政策」轉為「介入中立的政策」。在6月27日的總統聲明中，杜魯門指出，共產主義已經不僅是採用顛覆手法，而是也使用武力及戰爭手段來擴散，違背了聯合國安理會發出的維持國際和平的命令，在此種情況下，共產黨若佔領台灣將威脅到在亞太地區行事的美軍，因此他派第七艦隊巡弋台灣海峽，防止中華人民共和國解放台灣，但也阻止中華民國反攻大陸；杜魯門同時提出「台灣地位未定論」，說「台灣未來地位的確定，須待太平洋地區安全得到恢復、或對日簽署和平協定、或由聯合國考量。」7月19日，杜魯門亦在對國會的朝鮮情勢報告中重申此立場，以及保持台灣和平的必要。中華人民共和國指責這些行為及言論粗暴干涉中國內政。9月8日，杜魯門指示時任美國國務卿外交政策顧問的約翰·福斯特·杜勒斯在起草1951年《對日和平條約》時，實現將台灣「中立化」的決策。約翰·福斯特·杜勒斯於是凍結台灣地位問題，使日本僅僅放棄對台灣的主權，卻不指定接收國，這樣可隨後由軍事占領日本的美國、英國、蘇聯及中華民國四國代表所有簽約國來決定台灣的主權歸屬；如果四方不能在一年內達成協定，將把台灣問題送交聯合國裁決，而當時中華民國是聯合國的會員國，且是安理會的常任理事國。
1951年9月8日，日本與48個國家簽訂舊金山和約而取回自身主權時就於第二條乙項同意「日本放棄對台灣及澎湖列島的一切權利、權利根據及要求。」許多人認為，日本對台灣的主權是在此時才正式終結。然而無論是中華民國還是中華人民共和國，均未獲邀參加《舊金山和約》，因此誰是中國的合法代表問題上，存在爭議。中華民國與中華人民共和國兩個政府當時都宣稱自己是中國的唯一合法政府，而英國與蘇聯當時承認中華人民共和國，美國與日本則承認中華民國。日本在無接收國情況下放棄台灣主權，這在國際法實踐中是很不尋常的，但這正是約翰·福斯特·杜勒斯的計畫。中華民國就未獲邀請一事提出了抗議，而中華人民共和國認為《舊金山和約》違背了盟國於1942年1月1日簽署的《聯合國宣言》中「不與敵人個別媾和」的限制條款，因而不是全面合法的對日和平條約，始終拒絕承認該條約。
隨後在1952年4月28日，中華民國與日本終於在台北簽訂《中日和平條約》(《臺北和約》)，但由於中華民國亟需通過和約鞏固其中國合法代表地位，在談判中處於極度劣勢，未從條約得到任何實際利益，條約沒有超出《舊金山和約》範圍，仍然只於第二條條文中載明「茲承認依照公曆一千九百五十一年九月八日在美利堅合眾國金山市簽訂之對日和平條約（以下簡稱金山和約）第二條，日本國業已放棄對於臺灣及澎湖群島以及南沙群島及西沙群島之一切權利、權利名義與要求。」不過，《中日和平條約》第四條也規定「承認中國與日本國間在中華民國三十年即公曆一千九百四十一年十二月九日以前所締結之一切條約、專約及協定，均因戰爭結果而歸無效。」中華民國外交部據此認為第四條承認的無效條約包括馬關條約，第十條承認臺灣、澎湖人民具有中華民國國籍，更進一步解讀認為中華民國恢復了其對台灣、澎湖地區的主權。
對於馬關條約無效之說，日本外務省曾在1964年表示，雖然中日和約第四條承認1941年中日開戰前的所有條約無效，但諸如台灣割讓等條約是完成割讓台灣一事即達成目的，由於該條約已執行完畢，即使事後廢棄也無法使已執行完畢的事項回復到未執行前的狀態。
中日和約第十條並未承認臺灣、澎湖人民「具有」中華民國國籍，而是將臺灣、澎湖居民「視為」中華民國國民。日本國國會在1952年審議《中日和約》時，外務省官員解釋中日和約條款時說明：因為臺灣、澎湖的歸屬還未確定，一旦舊金山和約生效，臺灣、澎湖就會脫離日本，臺灣、澎湖人民亦會失去日本國籍，之後處於國籍不明的狀態會造成不便，例如欲前往世界各國旅行時缺乏護照，因此第十條才規定將臺灣、澎湖居民「視為」中華民國國民，中日和約並未決定何處是中華民國領土、誰是中華民國國民，第十條的宗旨並不是規定誰是中華民國國民。
1952年5月13日，中華民國外交部的對日和約案卷第54冊載明：「查金山和約僅規定日本放棄台灣澎湖，而未明定其誰屬，此點自非中日和約所能補救。」
1972年，中日关系正常化後，日本宣布承認中華人民共和國政府是中國唯一合法政府，同意中華人民共和國所提出的「復交三原則」，《中日和約》即行廢止，台灣歸屬問題的中華人民共和國立場，被回退到二戰時期的《波茨坦公告》第八条同盟國方面所宣告的內容，但是日本早已經於《舊金山和約》宣布放棄台灣、澎湖。該聲明的法律地位隨後在1978年簽訂的《中日和平友好條約》中得到確認。

## 台灣方面的立場
自1895年起120餘年中，臺灣與中國大陸之間只有短短4年的政治關係（1945年~1949年），而此有所聯繫的中華民國已於1949年12月將中央政府遷至臺北市。臺澎金馬與中華人民共和國政府從無實質關係，（中華民國政府于李登輝時代前概不承認中华人民共和国政府，僅將中國大陸視為“共匪竊占”的神聖領土、中共政权為叛亂團體，主張「反攻大陸，統一中國」）。（從李宗仁解釋的台灣問題之開始）
時至今日，中華民國政府的立場，自1990年代李登輝总統之後開始改變，因應于國家未統一之現狀，凍結部分憲法條文（並非廢除），不再否認中华人民共和国政府對大陸地區的實際控治及不再視中共當局為叛亂團體、承认蒙古的存在，並放棄以武力收復大陸失土。但中華民國政府在法理上並未放棄對中國大陸地區主權，僅將領土區分為對等地位的中国共产党實際控制的“大陸地區”以及臺澎金馬的“自由地區”，憲法條文僅在自由地區施行此在中華民國憲法增修條文中未修正領土相關條文可見。
1947年二二八事件後，一部分先前在臺灣日治時期的前臺灣共產黨人士逃往中國大陸、香港。其中統獨立場皆有，其中謝雪紅、楊克煌、蘇新等人于1947年11月12日（孫中山誕辰紀念日）在香港成立臺灣民主自治同盟。1949年7月10日，台盟由香港輾轉得到一份《臺灣恥政三週年告同胞書》並予以複製在台灣發送。但7月14日即遭舉發，台灣省警備總司令部隨即逮捕印刷成員廖學銳、鄭慶龍，這就是白色恐怖中的廖學銳案。1949年9月，臺盟參加中國共產黨召開的第一屆中國人民政治協商會議第一次全體會議，參與制定共同綱領。1955年，台盟中央遷至北京。當臺灣省保安司令部獲悉台盟已遷至北京後，下令嚴辦廖學銳案。又再牽扯出30餘人，廖學銳與其他11名涉案者最後被中華民國政府槍決。現時臺盟成為中國大陸立法機關全國人民代表大會第八大黨。
中華民國在台灣自1950年起開始實施縣市地方自治，吳三連與高玉樹等台籍非中國國民黨人士亦多次當選為具地方實權之臺北市市長。中華民國的民主化在中央政府決定於1987年開放組黨結社、組織參加集會遊行、從事政治活動、自由辦報或出版刊物後有了更全面的進展。1991年起國會全面選舉，也象徵中華民國邁向民主國家。中華民國總統李登輝與國民大會在民主化與1994年台灣省長民選的葉爾辛效應（中國大陸譯為葉利欽）壓力下，於1995年修改並凍結部分憲法，而於選舉總統和副總統時適用《中華民國憲法增修條文》，一改先前由國民大會代表間接選舉的方式。於台灣、澎湖、金門、與馬祖舉行之總統直接選舉於1996年首次辦理，也讓中華民國成為真正的民主國家。
臺灣問題不僅僅是由馬關條約或國共內戰所導致，臺灣問題之原因，實際上也離不開文化衝突、自由民主與專制政治制度之對立迥異以及美國和中國大陸的角力。而中國大陸由中国共产党一黨專政，其政治制度無法被台灣人民所接受，而絕大多數台灣民意長期且穩定地支持維持現狀。
對於臺灣問題，雙方對於海峽兩岸「現狀」，即臺灣政治及法律地位，各方有不同立場與見解，甚至對歷史本身也有不同認知與解讀。一方面中華人民共和國在2005年制定《反分裂國家法》。針對中國大陸之武力威脅，中華民國國會立法院於2003年制定《公民投票法》，保障國民舉行公民投票的權利，其中的第十七條「防禦性公投」（公投－國家安全事項）條款規定「當國家遭受外力威脅，致國家主權有改變之虞，總統得經行政院院會之決議，就攸關國家安全事項，交付公民投票。」
臺灣問題形成初期，海峽兩岸糾結於「中國代表權問題」。臺灣內外均有官方或非官方人士提出「臺灣地位未定論」，這個理論以《開羅宣言》僅為新聞稿宣言且各國並未簽字為由，代之以具國際法效力之《舊金山對日和平條約》（簡稱《舊金山和約》）中，僅明載日本國「放棄」臺灣及澎湖列島之權利，而未言明交予何國為法理基礎，向美國舊金山法庭提出訴訟；同時，過去中國國民黨作為「臺灣新統治政權」在臺灣長期威權獨裁統治、中华人民共和国政府長期閉鎖中國大陆邊境並進行社会主义改造與言論管控，兩岸經濟發展差距等原因，造成兩岸很大差異與隔閡；中华人民共和国政府對臺湾武力威嚇，中華民國政府的外交空間被打壓；臺灣獨立運動，臺灣本土意識形態崛起；部分臺灣人（包括激進獨派）對中國大陸人之歧視，部分中國大陸人（包括激進統派）對臺灣人之歧視；部分政治家操作族群意識、統獨議题，兩岸媒體對對岸之片面報導，都造成兩岸間不少誤解與對立。另外，1980年代中国大陆改革開放後，大批台商開始“登陸”。2000年以來，經濟全球化程度不斷發展，臺灣經濟發展趨緩，而中國大陸在經濟地位上提升，成為台灣最大貿易夥伴。部分台湾民眾和台湾獨立人士認為是中國大陸崛起造成了臺湾產業、人才、資金外流，臺灣勞工失業增加，並以此作為反對兩岸經貿合作、人員往來之理由。
臺湾方面，1990年代起，中華民國政府不再否認中华人民共和国政府，並放棄武力反攻大陸。有人認爲，此後臺灣問題之癥結已由「中國代表權問題」轉化為統一與獨立之爭、中國化與台灣本土化（去中國化）之爭。
除了這種強烈之二分法，也有人認爲還有第三種中間路線存在——採用邦聯制或聯邦制等來解決，歐盟模式是為典型；同時去中國化（或說去中华人民共和国）並不必排斥中華文化；民調也顯示，大多數臺灣民眾支持維持維持現狀。現時統獨比例皆下降且持平，支持台海維持現狀者佔有絕大多數。

#### 中華民國政府

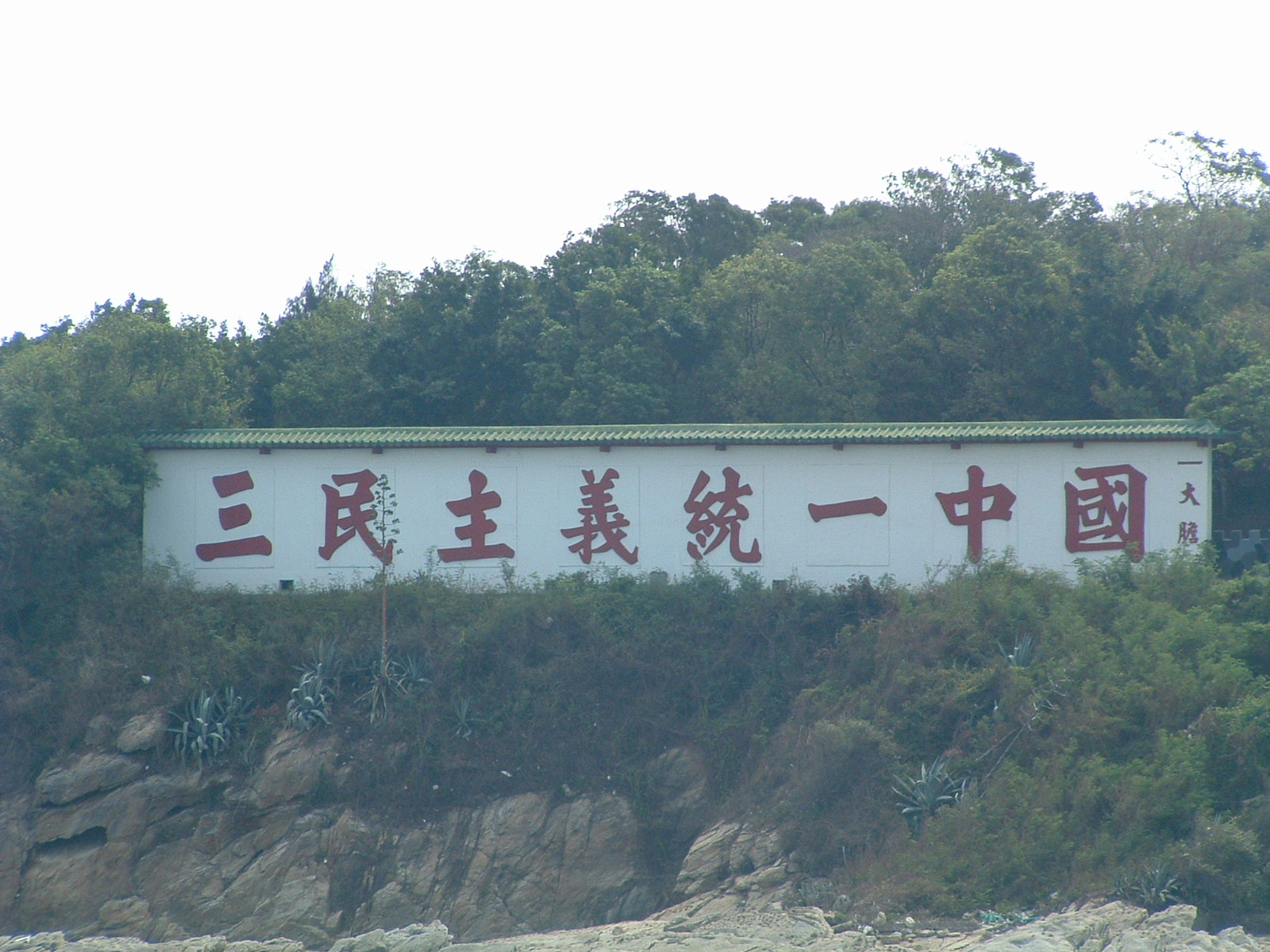
金門大膽島上面對廈門海岸的心戰牆，1986年8月金防部司令趙萬富上將令烈嶼師長龔力少將興建，翌年同因三七事件去職，刻劃解嚴前的政治主張

##### 两蒋时期
蔣中正時代的中華民國政府被大部分反共產主義國家承認為中國之合法政府，坚持认为中華民國政府是中國的唯一合法政府，有權對中國大陸地區（包括外蒙古地區）及臺灣地區行使主權，并將大陸地區劃為淪陷地區，將臺灣地區稱為自由地區及復興基地。以“反攻大陸，光復國土，拯救大陸同胞”作為國策，在臺灣島內實行戒嚴，嚴防共產勢力滲透臺灣，防止重蹈覆轍動搖統治根基。
蔣經國時代以“三民主義統一中國”代替“反攻大陸”。對中国共产党及其政權採取「不接觸、不談判、不妥協」的「三不政策」。中国大陆在改革開放之後，提出一國兩制與和平統一作為解決台灣問題，實現中國統一的方針。作為回應，蔣經國提出：「只有中國問題，沒有台灣問題。」的說法，以反駁中國共產黨的統一方案。蔣經國認為，中國無法統一的主要原因，是中國共產黨的制度，缺乏民主自由，破壞中華傳統文化，因此形成以中華文化為基礎的「三民主義中國」與以馬列主義為根源的「共產主義中國」的制度之爭。在制度上的各項歧異，讓中國無法統一。蔣經國認為，只有以三民主義統一中國，消滅中國共產黨的共產主義暴政，重建自由民主的中國，才能解決中國問題，為中國及亞洲帶來和平。

##### 李登輝政府

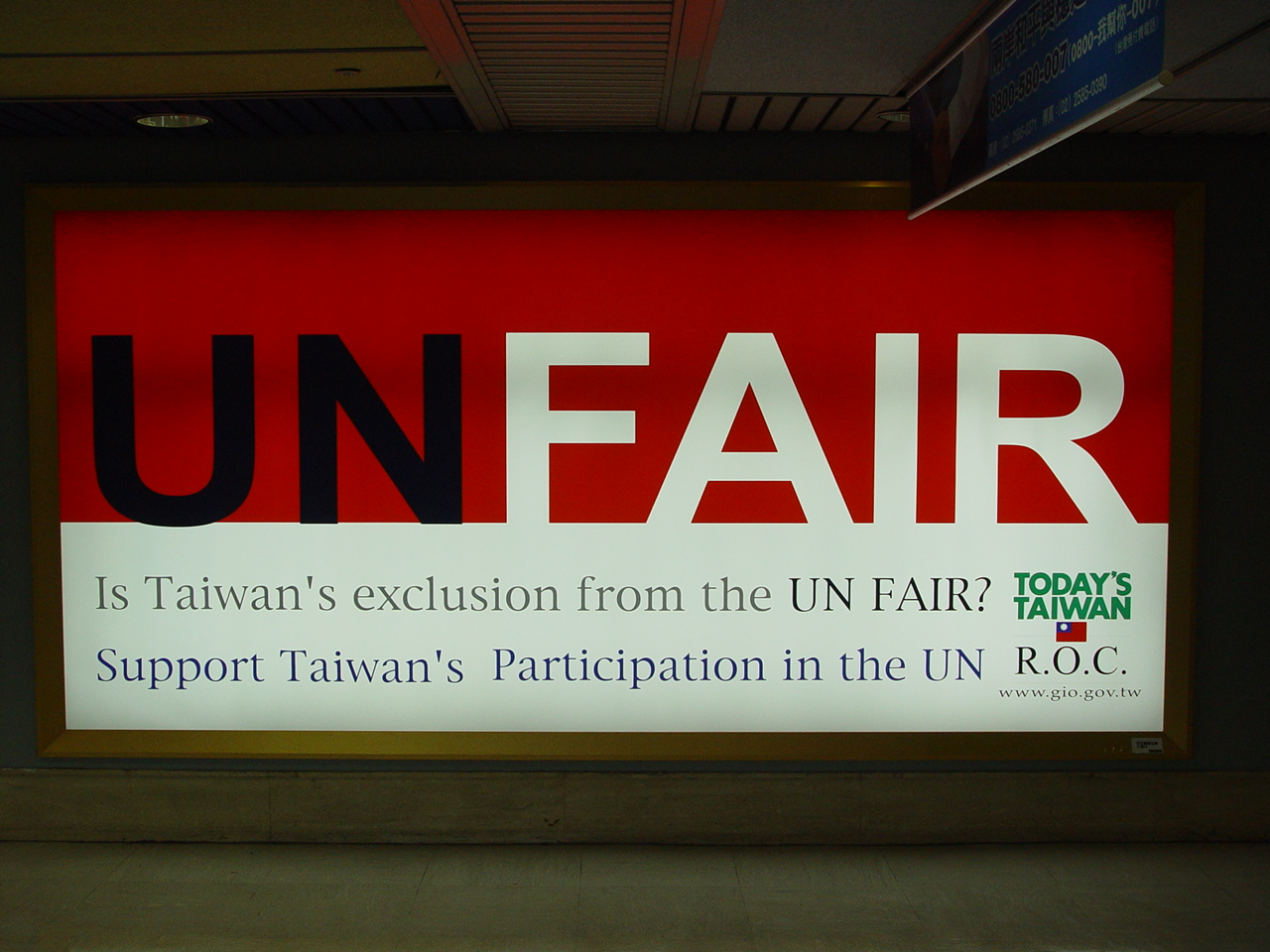
台灣申請加入聯合國的文宣

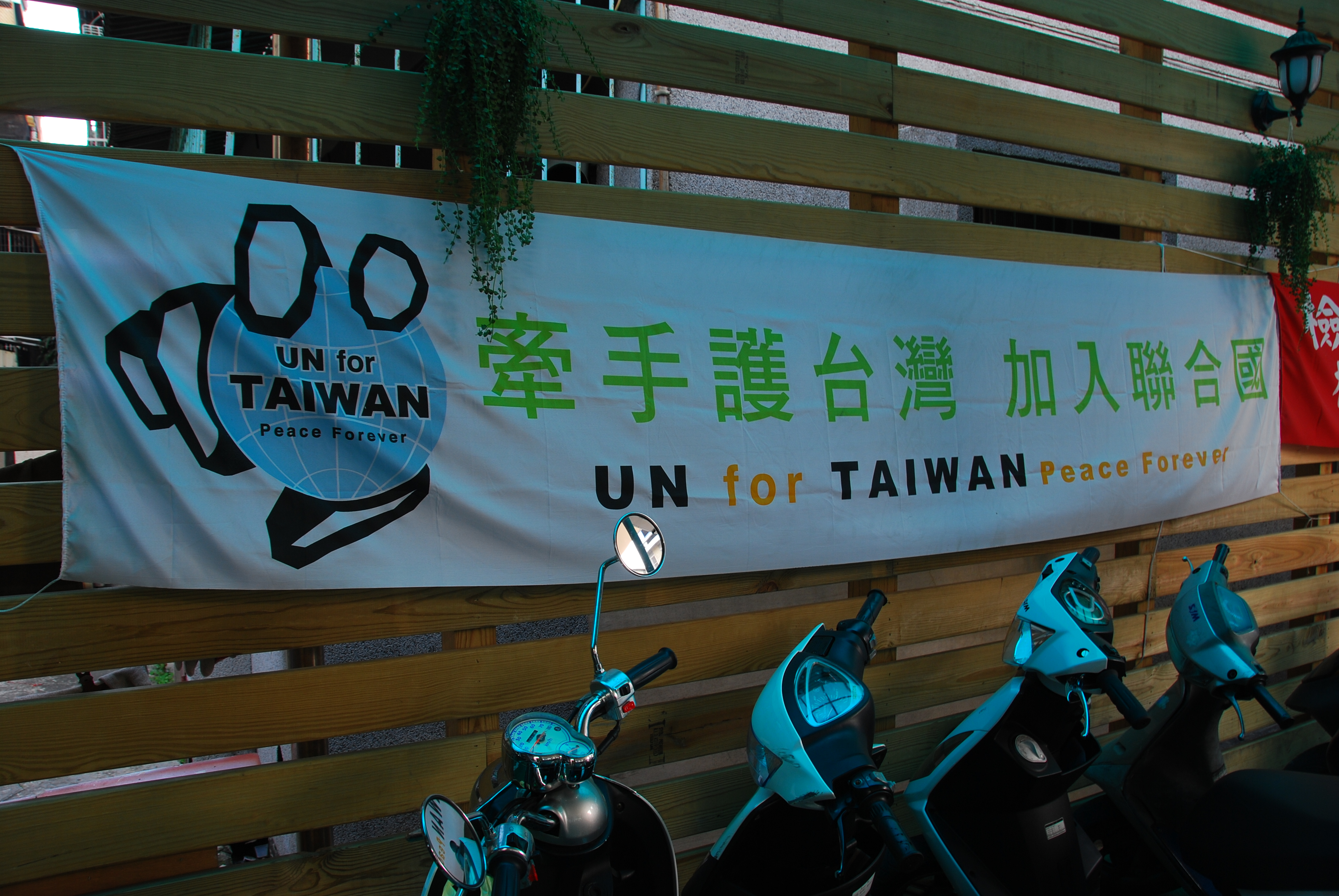
支持台灣加入聯合國的政治標語

蔣經國去世後, 1990年李登輝經國民大會當選中華民國第八任總統，全面掌握黨政軍大權後，於1990年10月7日宣佈成立國家統一委員會。當時設置目的在主導台灣海峽兩岸關係的發展，依據「民主、自由、均富」，力促两岸統一，並於1991年2月23日第三次會議上通過了《國家統一綱領》。在1991年，中華民國代表以中華臺北之名與中華人民共和國一同加入亞洲太平洋經濟合作組織，相當於承認中華人民共和國政府的存在，是現階段統治中國大陸地區的政府。往後，中華民國政府鑑於兩岸政治制度及兩地人民生活水準皆存在極大差異、觀點不受中华人民共和国政府尊重，遂對中國的統一不再一廂情願。李登輝同時進一步推行蔣經國晚年推行的臺灣本土化政策，並且開始強調台灣主體性。
1995年，李登辉访问美国康乃尔大学，成為中華民國第一位訪問美國的在任國家元首，美國國會議員和康大校方都稱呼他是台灣總統。李總統於歐林講座发表题为《民之所欲，长在我心》的演讲，當中以英文提及「中華民國」達四次，且指出台湾已實現“主权在民”的政治體系。引發中华人民共和国政府強烈反應。1996年，李登輝與連戰搭檔，參選中華民國第九任正、副总统。中华人民共和国政府於台灣海峽舉行一連串稱為“海峡九六一”的軍事演習以恐嚇中華民國。美國為防範有事，派遣兩艘航空母艦巡防臺灣海峽。選舉就在「第三次台灣海峽危機」中完成，結果李登輝與連戰以54.0%的得票率，贏得了中華民國第九任總統、副總統職位，也是華人歷史上首次由公民直選产生的國家元首(參見：1996年中華民國總統大選)。國會全面改選與成功的總統直接民選也更加鞏固中華民國的民主制度。
1996年，李登輝當選成為中華民國第一位民選總統後，由於受到中华人民共和国政府的政治壓迫，李登輝對兩岸關係的態度逐漸發生了變化，也愈發傾向台灣獨立。1999年7月9日，他在接受德國之聲錄影專訪的時候，提到海峽兩岸的關係，表示“臺灣和中國是國與國的關係，至少是特殊的國與國關係”，這也就是著名的「兩國論」。該觀點導致中國大陸的激烈反應。在李登輝總統任內，台灣認同已逐步開始在台灣社會走向主流地位。

##### 陳水扁政府

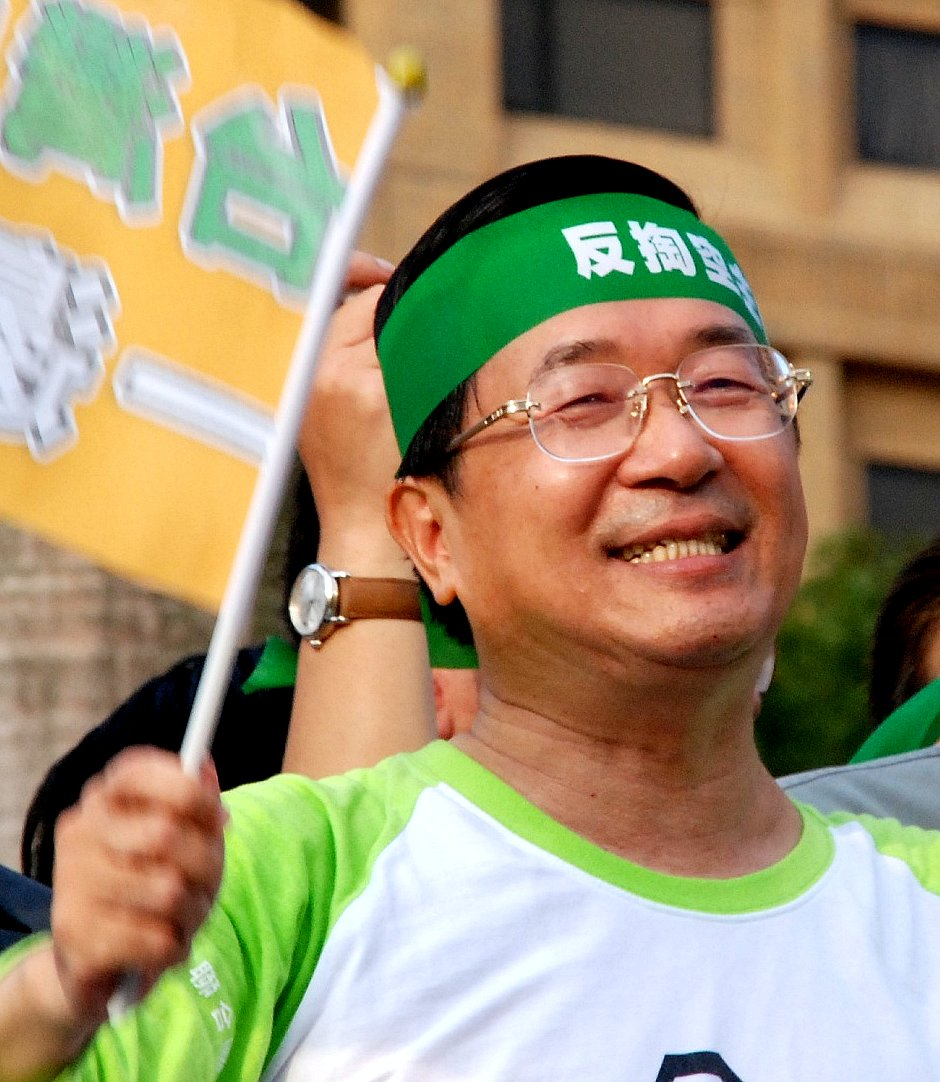
中華民國前總統陳水扁於2008年參加1025反黑心顧台灣大遊行時揮舞「台灣中國、一邊一國」旗幟

2000年5月20日，民主進步黨總統候選人陳水扁當選中華民國第十任總統，是為第一次和平的政黨輪替。陳水扁在首次就職時，發表了四不一沒有的兩岸主張。2002年8月2日陳水扁透過視訊會議在日本東京世界臺灣人大會第二十九屆年會上發表演說時，提出「臺灣應該走自己的路」，重申「臺灣、中國，一邊一國，要分清楚」，並承諾將推動公民投票，由人民決定臺灣命運。相對於特殊兩國論僅認為台灣與中國大陸分屬不同國家，一邊一國論更強調台灣有別於中國大陆之外的獨立性。同時扁政府凍結了李登輝時期頒佈的國家統一綱領。中華民國任務型國民大會亦通過憲法增修，把公民投票寫入憲法，導致中國大陸通過反分裂國家法。

##### 马英九政府
2008年，中國國民黨總統候選人馬英九當選中華民國第十二任總統，是為第二次和平的政黨輪替。他提出一個中國就是自由、民主、均富和統一的中華民國。臺灣與中國大陸唯一合法政府就是中華民國。中華民國為自由、民主、均富和統一的國家。但此「憲法一中」的表述僅用於與中國大陸協商時，事實上馬英九總統所領導的國民黨不但黨綱刪去了統一中國的文字表述，外交部網站亦承認了蒙古和中華人民共和國建交。以「不統、不獨、不武」的說法，在中華民國憲法架構下，維持台灣海峽的現狀。在國民黨所主張一中各表的九二共識基礎上恢復協商。並堅持台灣要安全、要繁榮、更要尊嚴，「以台灣為主，對人民有利」的施政原則。
2008年9月4日，中華民國總統馬英九接受墨西哥太陽報專訪時，稱兩岸不是國與國的關係。
2011年2月7日，中華民國總統马英九强调依据宪法未来官员在口头表达和官方公文中，称呼对岸只能用“中国大陆”或“大陆”，禁用“中国”。2012年12月26日，马英九重申，两岸关系是一种特殊关系，而不是国与国的关系，并指出这种特殊的关系是“互不承认主权、互不否认治权”。
2013年10月10日，马英九在双十国庆上表示，“两岸人民同属中华民族，两岸关系不是国际关系。”
马英九执政期间的兩岸政策使兩岸關係得以改善，并促成了两岸领导人会面。

##### 蔡英文政府
2016年1月16日，民主進步黨總統候選人蔡英文當選中華民國第十四任總統，是為第三次和平的政黨輪替。蔡英文主張兩岸維持現狀，不接受中國大陸方面所要求「兩岸同屬一個中國」的九二共識，中國大陸認為民主進步黨政府推動文化台獨和漸進台獨、作為因應加大力度對臺灣進行外交層面的孤立。蔡英文執政8年，中華民國與10個邦交國斷交，且其驻外代表机构亦被迫更名。

##### 賴清德政府
2024年5月20日，赖清德在中华民国第16届总统就职典礼时发表了台湾与中华人民共和国互不隶属的观点。

#### 泛藍政黨
中華民國政黨方面的立場則包括泛藍及泛綠兩派。兩派主張的共同點是台灣不接受中华人民共和国政府的統治，相異之點則在於「中國」、「中華民國」及「台灣」之界定與未來走向。中華民國泛藍陣營政黨主要包括中國國民黨、新黨。除了新黨及統促黨堅決反對台灣獨立及提出與中國統一外，其他大多數泛藍政黨願意在臺灣人民的認可下，接受“一中原則”，惟堅持一個「中國」指稱的是「中華民國」，而非「中華人民共和國」。由於社會環境與民意變遷，國民黨本土派人士增加，國民黨在論述中早已不談過時的中國政權法統，甚至絕大部分人士及媒體都已承認「中華人民共和國」，故僅在兩岸政經協商時使用「一中各表」。至於親民黨則採取較新黨模糊的偏統論述，在2004年中華民國總統大選時泛藍副總統候選人－親民黨主席宋楚瑜提出一中屋頂的構想，这个构想類似於政治學上的邦聯制。中國國民黨榮譽主席吳伯雄在2012年3月與中國共產黨會談中也曾提出一國兩區構想。
而一國兩府則最早由美國政府提出。1990年，中華民國總統李登輝主持的國家統一委員會，再度提出一國兩府的建議。2000年陳水扁當選中華民國總統時，中國國民黨主席連戰曾再度提出一國兩府、聯邦制和邦聯制等構想，但主要是反對台獨。
此外，2004年由台湾大学政治学教授張亞中所提出的一中同表則希望兩岸由一中各表的立場更進一步。2015年，中國國民黨總統候選人洪秀柱在其两岸政策中亦使用了这一主張，但民調顯示六成的臺灣人不支持此主張，最後洪撤回一中同表。

#### 泛綠政黨

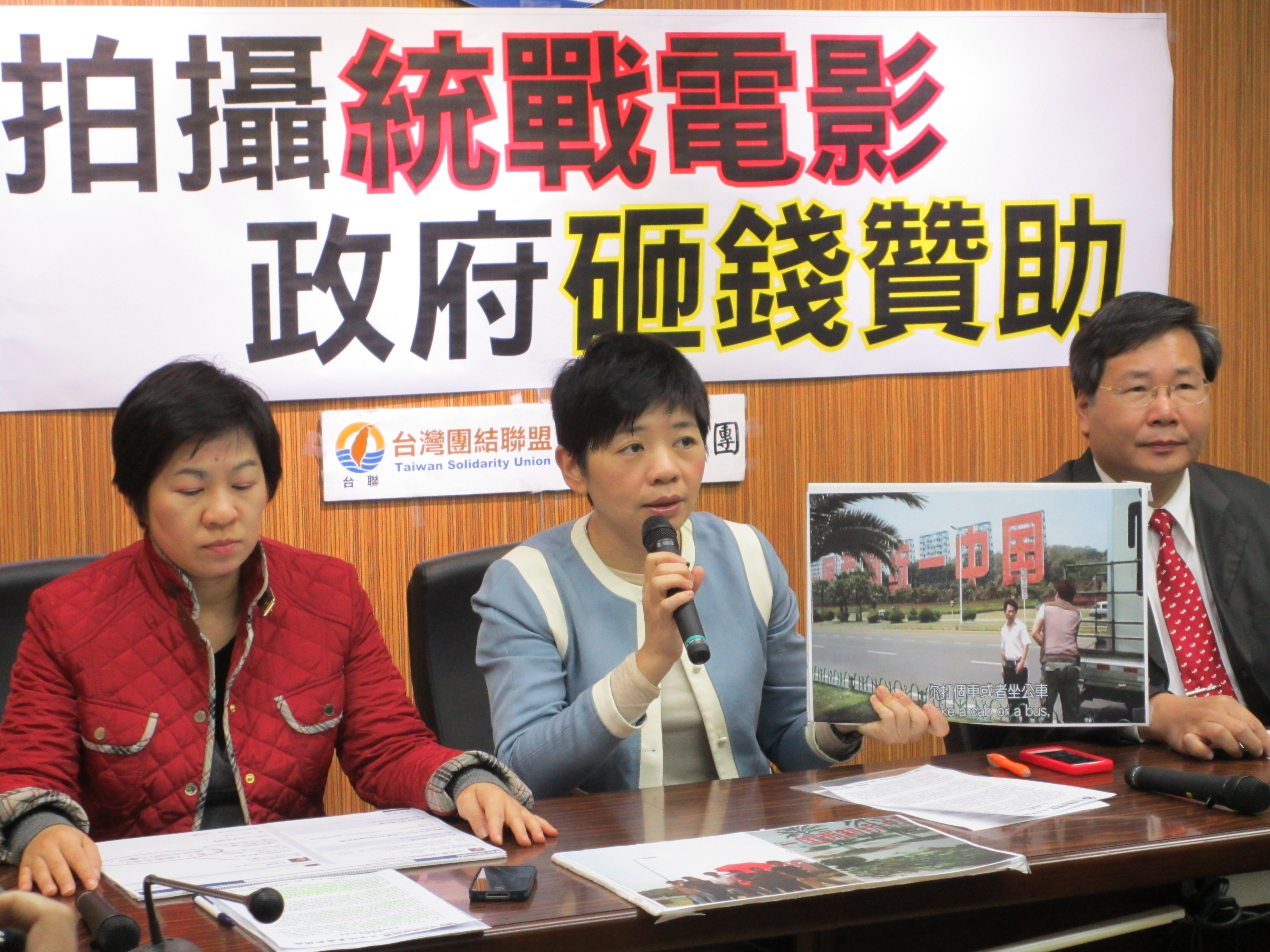
臺聯立法院黨團就統獨問題召開記者會

台灣泛綠陣營政黨主要包括民主進步黨、臺灣團結聯盟、時代力量、台灣基進。這些政黨主張大致如下：
1. 主張《舊金山和約》才具有最高位階的國際法律效力
2. 臺灣擁有明確規範的領地、固定的人口、享有主權的政府以及與他國締結外交與實質官方關係的能力，完全符合國際法中主權國家的定義
3. 民進黨黨綱第一條：建立主權獨立自主的台灣共和國[43]
4. 中華人民共和國理應尊重現狀和臺灣人民的決定，承認中華民國是代表臺灣的主權國家，臺灣自始且向來不屬於中華人民共和國，中華人民共和國對臺灣沒有任何管轄權。
5. 民主進步黨1999年提出《臺灣前途決議文》，並依此作為民主進步黨於解決兩岸問題時之最高指導原則。
6. 針對過時的《中華民國憲法》以及不適於台灣的部份，認為有需要將過去容易與中華人民共和國混淆不清的地方修正，使人民了解臺灣與中國大陆是有所區別的。
7. 臺灣自1949年以後就不再是中國的一部分，若是中國欲以武力遂行「統一」，是侵犯了臺灣人民的自由意志。
8. 陳水扁分別於2002年與2005年提出了《一邊一國論》及《四階段論》。
9. 2016年中華民國總統選舉後，民主進步黨再次成爲中華民國的執政黨，蔡英文執政後以中華民國憲法為論述兩岸關係的基礎強調與中國大陸維持現狀，對九二共識持不承認態度，認爲若承認九二共識就是否認了中華民國的合法性。[44]

#### 臺灣民眾

##### 国族认同
由於中華民國政府在國共內戰中敗退遷至臺灣，使得臺灣對於中華民國的比重一躍增大。時至今日，中華民國政府實際控制範圍即為台澎金馬。今日大部分台灣人所認為的臺海現狀應該是維持現狀，不統不獨。然而，認同中華民國是台灣論述的支持者認為「中華民國是主權獨立國家，主權屬於台灣人民」，主張中華民國是台灣的國名，台灣不是中華人民共和國的一部分。另外，有一些台灣人認同以前由蔡英文等人起草、總統李登輝所公佈的《兩國論》，意即認為「中華民國」與「中華人民共和國」是兩個政治實體，或「中華民國是臺灣」的論述，意即台海兩岸是兩個「國家」的政治實體之間在外交及軍事上的對立與爭執。許多人認為中华人民共和国政府持續以武力威脅和外交封鎖，是台灣人民普遍對其產生反感的主要原因。

##### 民调数据
中華民國行政院大陆委员会在2010年12月的调查数据显示：6.4%尽快独立；17.6%暂维现状以后走向独立；28.4%永远维持现状；34.2%暂维现状以后看情形再决定独立或统一；7.1%暂维现状以后走向统一；1.2%尽快统一；5.2%其它/无意见/不知道/拒答。民調結果顯示，支持廣義維持現狀的比率達到87.3%，顯示台灣民意仍繼續保持「廣義維持現狀」的趨向。
2013年10月台灣指標民調顯示，有七成臺灣民眾認為臺灣和中國（大陸）是兩個各自發展的國家。
值得注意的是，在九零年代本土化加深的台灣，台灣人的身份認同已經逐漸轉變為台灣人認同：即當問到你是台灣人、中國人，還是兩者都是時，越來越多的台灣民眾選擇台灣人，而非其他兩者。一般認為，在台灣，立場偏藍或偏綠的媒體在進行民調時，會有所謂的「機構效應」（house effect），然而即便是傳統上被認為是親藍的《聯合報》，在其2006年11月的民調中仍顯示，已有高達百分之六十二的台灣民眾自認為台灣人，而非中國人。根據行政院研考會於2009年5月進行的民調，認同自己是台灣人的比例達到6成7，認同自己同時是台灣人也是中國人的佔1成7，認同自己是中國人的僅1成1。
臺灣遠見民調在2014年9月進行的民意調查，針對台灣民眾的統獨觀點調查結果顯示，贊成統一的只有8.9%、維持現狀的有47%、贊成獨立的亦有32%。這次調查是由遠見民調中心在2014年9月9日至9月12日晚上18:20至22:00進行，以等比例分層隨機抽樣，抽出電話門號後末二碼代以隨機亂數處理，並採電腦輔助電話訪問方式，成功完訪居住台灣20歲以上民眾共1020位。對母體各項參數的推論，以95%信賴度估計最大抽樣誤差分別為±3.1%。調查結果已對受訪者性別、居住縣市、年齡、教育程度等項進行樣本代表性檢定，並進行加權處理，但沒有說明如何進行加權處理的細節。臺灣遠見民調在2014年3月進行的民意調查，針對台灣民眾的統獨觀點調查結果顯示，贊成統一的只有10.7%、維持現狀的有46.8%、贊成獨立的有24.8%。
2016年聯合報民調顯示，自認是台灣人的比率由20年前的44%大幅成長到最近的73%，創該報歷次民意調查的新高。認為自己是中國人的比率，則由20年前的31%，下降至這次調查的11%，是歷次調查新低。這次民意調查也有10%的人認為，自己既是臺灣人也是中國人的雙重認同，台中默契咖啡老闆陳致豪接受美國之音訪問表示與中國對台灣的施壓以及看到香港一國兩制失敗有關。
2016年台灣陸委會民調顯示，主張統一为10.5%，主張維持現狀为64.7%，主張獨立为19%。
2017年6月國立政治大學選舉研究中心關於身分認同趨勢的長期民調，認為自己是臺灣人而不是中國人者有56%，是臺灣人也是中國人的有36.6%，是中國人而非臺灣人者有3.8%，無意見的有3.6%。
根據2021年聯合報「兩岸關係年度大調查」，民眾對於台灣統獨前途的看法：「盡快獨立」占18%、「維持現況再獨立」占16%、「永遠維持現狀」占51%、「維持現狀再統一」占6%、「盡快統一」占4%、「無意見」占3%，仍以「維持現狀」為絕對主流。

## 中國大陆方面的立場
中华人民共和国建国初期，主流的解决台湾问题的主张为中國大陆武力攻占台湾，统一中国，即“解放台湾”。后转变为以和平方式取得台湾，统一中国，即“和平统一、一国两制。”現今中華人民共和國的方針，其主要來自1983年由中國共產黨中央顧問委員會主任鄧小平提出的邓六条，即和平統一，一國兩制，以及不承诺放弃使用武力。中華人民共和國主張，世界上只有一個中國，中華人民共和國是中國唯一合法政府，臺灣是中華人民共和國不可分割的一部分。在憲法與反分裂國家法中，明訂中華人民共和國有收復台灣的義務。
2010年代后，“武力统一”，以及实际管控台湾后实行“一国一制”的主张亦有广泛的民间支持。中國大陆持不同政见者或反共人士中，则常见支持台湾独立者。

#### 中华人民共和国政府
中华人民共和国自建立后，一直宣称自己是“代表全中国的唯一合法政府”，坚持台湾是“中国神圣不可分割的领土”、“台湾问题属于中国内政”等立场，反对台湾独立，反对其他国家对台湾问题的干预。中华人民共和国建立初期，政府期望以武力统一台湾，即解放台湾。因国力、军力有限，未能实现。在中華人民共和國的官方記錄上，中華民國已經消滅，由中華人民共和國完成中國統一，收回台灣主權，中國並未分裂。但他們非正式承認，殘存的中華民國政府，在美國帝國主義支持下，形成分離主義，在台灣建立地方政府。因此中國並未完全統一。
邓小平时代，对解决台湾问题的主张转化为“和平统一、一国两制”。1975年9月9日，時任中國國務院副總理鄧小平同菲律賓共和國總統费迪南德·马科斯會談時，談到台灣問題：有人要我們保證不使用武力解決台灣問題，我們不作這個承諾；台灣問題是中國人的內部事務；我們希望用和平的方式解決，但是採用和平方式還是非和平的方式，那是我們的權利:20-21。1983年，邓小平提出了鄧六條，是邓首次針對台湾问题提出解方。
时为江泽民时代下的1995年，江泽民提出江八点，主張一个中国原则、和平統一、反對臺灣以外交為名搞兩個中國或一中一台等活動、不承诺放弃使用武力、直接三通等。
2005年後起，中华人民共和国主張兩岸必須在「九二共識」的基礎上（一個中國原則）展開交流及談判。2019年的习五条仍舊維持和平统一、两制台湾方案、同胞心灵契合等。

##### 法律定义和政治处理
中華人民共和國中央人民政府自1949年10月1日建立起，即声称拥有台湾地区的主权。在宪法层面，四部憲法中，1978年以前的兩部憲法没有特別提及台灣地区的主權问题；在1978年的憲法序言中，首次出現「台灣是中國的神聖領土」的表述，1982年的憲法序言又修改為「台灣是中華人民共和國的神聖領土」。
因为中华人民共和国宣称自己是“代表全中国的唯一合法政府”，故对于实际统治台澎金马地区的中华民国政府，中华人民共和国政府不予承认，在官方文件及历史文献当中，中华民国截止于1949年10月1日。但是在被中华人民共和国称为“与台湾当局交流基础”的九二共识中，中华人民共和国并没有反对中华民国“对于一个中国的涵义，认知各有不同”的但书。在中國大陆的新闻媒体报道中，一般用“台湾当局”指代中华民国政府，中华民国國旗、中华民国国徽、任何含有“中华民国”、“国家”、“国立”字样的机构（国家通讯传播委员会、国家发展委员会、国立中正纪念堂等），以及任何涉及国家主权象征的标志（如外交部、国防部、中华民国国军军旗等）都会被作马赛克处理。而在确实需要提到中華民國行政机关部门时，会加上引号，例如：台“经济部”，台“教育部”等，但也存在例外情况，如“五院”一般称之为“机构/机关”，如台湾立法机构、台湾行政机构、台湾司法机关等；而涉及国家主权的外交部、国防部、中华民国国军则称之为「外事部门」、「防务部门」、「台军」；对于中華民國總統，则一般称之为“台湾地区领导人”，对于“总统府”，则称之为“办公室”或“办公大楼”，具体详见《关于正确使用涉台宣传用语的意见 （页面存档备份，存于）》。

##### 武力统一、和平统一
1949年4月，中国人民解放军第35军占领南京城后，中国共产党主席毛泽东作诗《七律·人民解放军占领南京》，有“宜将剩勇追穷寇，不可沽名学霸王”之句，希望武力解放台湾。1950年朝鲜战争爆发，美军武力封锁台湾海峡，致使毛泽东的计划搁浅。毛澤東接受外国记者的采访时坦率直言：“台湾问题可能立刻可以解决，也可能五十年后，或一百年后，才能解决。”1955年，国务院总理周恩来首次提及“和平统一”。1956年，毛泽东第一次提出以“第三次国共合作”来“和平统一”，1961年提出“一国两制”的雏形，在1963年被周恩来概括为“一纲四目”。國務院總理周恩來多次代表政府希望蔣介石回歸大陸，實現全國統一；他明確指出：「蔣介石和他的‘集團’是中國人，作為中國人，我們不願意看到中國人之間永久分裂。這就是為什麼我們認為他們應該並且最後會回到祖國來的原因。」:500但对于蔣中正、國民黨政权的舆论攻击从未停止，也有金门炮战等台海危机的发生。

##### 和平统一、一国两制

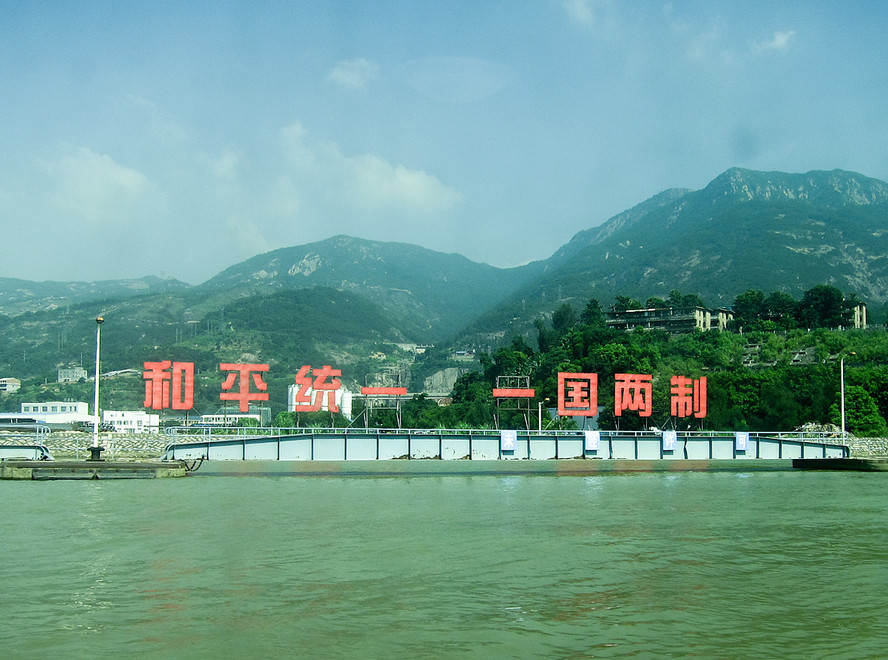
福州市馬尾區在正对中华民国实际控制的马祖列島海岸竖立有「和平统一、一国两制」的标语

毛泽东时代结束后，中国大陆政治形态转变，中国共产党在邓小平领导下实行改革开放政策，政府对臺灣的政策也開始改變。中华人民共和国政府开始寻求积极有效的方式来和对岸商谈，并且决心以和平方式统一。在1979年《告臺灣同胞书》中中华人民共和国自称「我们的国家领导人已经表示决心，一定要考虑现实情况，完成祖国统一大业，在解决统一问题时尊重臺灣现状和臺灣各界人士的意见，采取合情合理的政策和办法，不使臺灣人民蒙受损失。」最显著的标志是邓小平提出“一国两制”构想。在1982年中美八一七公报中，中华人民共和国宣布「1979年1月1日中华人民共和国发表的告臺灣同胞书宣布了争取和平统一祖国的大政方针。1981年9月30日中國大陸提出的九点方针是按照这一大政方针争取和平解决台湾问题的进一步重大努力。」
臺海两岸关系在中國大陆經濟改革开放之后稍顯緩和，但台湾海峡导弹危机等一系列事件后，兩岸又处于执政当局双方中断对话的状态。
中國共產黨自1949年10月1日建立中華人民共和國起，就聲稱臺灣為中國不可分割一部分，是中華人民共和國神聖領土的一部分，中國大陸方面认为，臺灣的主权已经于1945年归还给中华民国，而中华人民共和国現已佔據中华民国在聯合國的「中國席位」與代表權，並聲稱“一个中国”是两岸談判的前提，在该前提下，“什么都可以谈”，臺灣问题可以透過香港和澳门模式，即邓小平提出的“一个国家，两种制度”（一国两制）的模式来解决。但为阻止“臺独”，或者臺灣发生内乱、外国入侵，或者臺灣方面无限期拖延谈判时间，中國大陸方面坚持不承诺放弃使用武力，不排除使用武力解决的可能性。

##### 九二共识

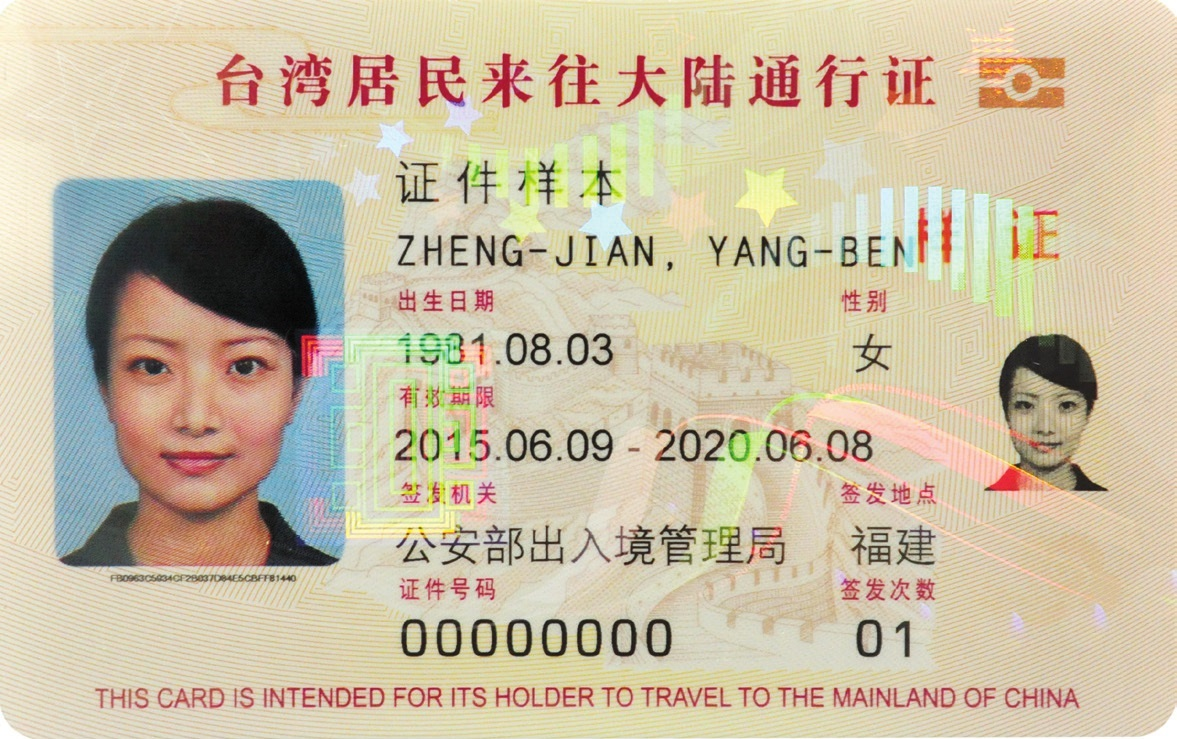
中华人民共和国出入境管理局發行的臺胞證卡式

中華人民共和國在對台工作中一貫強調「一個中國原則」，自2001年起也经常使用「九二共識」一词，认为九二共识的核心即海峽兩岸均堅持「一個中國原則」。2001年4月27日，中共中央台灣工作辦公室新聞局局長張銘清发表谈话纪念汪辜会谈八周年，谈话提到「九二共識」，此为中華人民共和國方面首次使用「九二共識」一词。2005年，中國國民黨主席連戰訪問中國大陸，與時任中共中央總書記胡锦涛會面後，中華人民共和國政府開始在公文書上使用九二共識這名稱，認爲其含義是「各自以口頭方式表述海峽兩岸均堅持一個中國原則」的共識。而中共中央总书记胡锦涛在纪念抗战胜利60周年大会上说国民党担负着“抗日战争中正面战场”的作战任务，对国民党做了正面评价。中国国民党（特别是孙中山）在中国近代史上的特殊贡献，也是中國大陸的历史教科书上充分肯定的，中国共产党把“广大台湾人民”和“少部分台独分子”做严格的区分。
2005年3月14日，第十届全国人民代表大会第三次会议針對反制台獨勢力的擴張而通过《反分裂国家法》，條文包括：
|                    | - 第一条，为了反对和遏制“台独”分裂势力分裂国家，促进祖国和平统一，维护台湾海峡地区和平稳定，维护国家主权和领土完整，维护中华民族的根本利益，根据宪法，制定本法。 - 第二条，世界上只有一个中国，大陆和台湾同属一个中国，中国的主权和领土完整不容分割。维护国家主权和领土完整是包括台湾同胞在内的全中国人民的共同义务。台湾是中国的一部分。国家绝不允许“台独”分裂势力以任何名义、任何方式把台湾从中国分裂出去。 - 第八条，“台独”分裂势力以任何名义、任何方式造成台湾从中国分裂出去的事实，或者发生将会导致台湾从中国分裂出去的重大事变，或者和平统一的可能性完全丧失，国家得采取非和平方式及其他必要措施，捍卫国家主权和领土完整。依照前款规定采取非和平方式及其他必要措施，由国务院、中央军事委员会决定和组织实施，并及时向全国人民代表大会常务委员会报告。 - 第九条，依照本法规定采取非和平方式及其他必要措施并组织实施时，国家尽最大可能保护台湾平民和在台湾的外国人的生命财产安全和其他正当权益，减少损失；同时，国家依法保护台湾同胞在中国其他地区的权利和利益。 |
| ——《反分裂國家法》 | |

2008年5月，中国国民党籍的马英九當選中華民國總統之后，国共两党都做出积极回应。2008年11月，中国“海峡两岸关系协会”会长陈云林首次访问台湾，与台湾“财团法人海峡交流基金会”董事长江丙坤代表两岸政府签署《海峡两岸空运协议》《海峡两岸海运协议》《海峡两岸邮政协议》和《海峡两岸食品安全协议》四项协议（第二次江陈会谈“四协议”），标志着两岸三通基本实现。2008年12月31日，中共中央总书记胡锦涛藉北京纪念《告台湾同胞书》发表三十周年的机会，发表了《携手推动两岸关系和平发展，同心实现中华民族伟大复兴》公开讲话，提出了六点对台政策方针（胡六点），成为两岸和平发展时期中华人民共和国对台政策的最高纲领。
2014年6月，時任民進黨籍台南市長賴清德訪問中國大陸時，被問到台獨黨綱問題時表示：「台灣的前途由2300萬人民共同決定。」對此，中共中央台灣工作辦公室發言人范麗青於2014年6月11日回應：「任何涉及中國主權和領土完整的問題，必須由包括台灣同胞在內的全中國人民共同決定，並且強調反對台獨的立場不變。」此言論引發部分人士的不滿。
2019年1月2日，中共中央总书记习近平在《告台湾同胞书》发表40周年纪念会时，重申“共同努力谋求国家统一的九二共识”。

#### 中国大陆民众
2016年，台湾执政党轮换。4月25日，《环球时报》和上海社会科学院面对中國大陆网友进行的网络民意调查显示，99%的受调查者认同台湾是中国不可分割的一部分，40.7%的认为和平统一“完全没可能”，40%认为“可能性很小”；超过85%支持“武统台湾”，更有超过六成受调查者称不惜为此进入全面战争。此次调查称，执政的民进党为“明独”，下野的国民党是“暗独”，两者无本质区别。这一对台湾主要政党在台独问题上的定性，获得85.5%的受调查者赞同。同时，台湾对中國大陆这一民意现状存在误判。

## 國際社會方面
國際社會對臺灣問題的看法並不一致。中華人民共和國政府以「一個中國」作爲建交的基本原則与其它国家发展外交关系，中華民國政府認為其國際生存空間受中華人民共和國打壓，且中華人民共和國政府不能在國際上充分代表臺灣人民的利益及聲音。由于中华人民共和国政府与中华民国政府均采取“中国唯一代表权”的政策，凡是与一方建交的国家，就不能同时与另一方建交。所以，目前全世界大部分國家與中華人民共和國政府有正式的外交關係，而與中華民國沒有正式外交關係。不過大多數國家都與台灣保持密切的經貿暨民間往來，例如對臺經濟、文化、民間參訪和旅遊等交流活動，並在臺灣設立準官方代表處以處理領事、經貿、文化等各項事務。其中亦一些國家與台灣保持政治軍事等官方層面的交流。

世界各國對台灣問題的立場。
PRC实际统治区域
ROC实际统治区域
承認中華人民共和國為中國的唯一合法政府的國家。
承認中華人民共和國為中國的唯一合法政府的國家，但另與中華民國維持非官方關係。
承認中華民國為中國的唯一合法政府的國家。
立場不明的國家

1971年之前，中华民国曾长期在国际上打压中华人民共和国的国际空间。中華民國政府採取名为「漢賊不兩立」的政策，阻止中华人民共和国政府进入联合国以及绝大多数国际组织，甚至派遣間諜安裝炸彈襲擊進行外交活動的中共領導人。多數國際組織也多以「北京政權」（Peking Regime）或「中共政權」（Chinese Communist Regime）稱呼中華人民共和國。但中華人民共和國於朝鮮戰爭結束後，在受邀出席聯合國安理會會議和進行國際談判時，卻也能以「中華人民共和國中央人民政府」（Central People's Government of the People's Republic of China或P.R.O.C.）名義在國際空間中活動。":555
1971年，联合国通过聯大第2758号决议，议文决定：“恢复中华人民共和国的一切权利，承认她的政府的代表为中国在联合国组织的唯一合法代表，并立即把蒋介石的代表从它在联合国组织及其所属一切机构中所非法占据的席位上驱逐出去。”而同时进行的由美国提议的保留中华民国在联合国的席位的投票，則遭到否决。
1971年中華人民共和國取得联合国的「中國」代表權後，也轉而積極打壓中華民國的國際空間。近二十年來，中華民國政府多次由其邦交國提案希望加入聯合國等國際組織以及向世界衛生組織派出观察员，但是均受到中國代表權問題以及中華人民共和國的坚决反對而未被接受。中華民國政府一直試圖增加其國際影響力，但在政治現實下，甚少國際組織接受中華民國作為其會員國。且多數國際組織往往以「中國台灣省」（Taiwan, Province of China）或「中國台灣」（Taiwan,China）稱呼中華民國。（但中華民國自由地區包含台灣省及福建省兩個省份）
不過，一些无须要求會員是主權國家的組織，如世界貿易組織、國際奧林匹克委員會、亞洲開發銀行、亞太經濟合作組織等則接受中華民國作為其會員，中華民國使用的名稱多為「中華台北」（Chinese Taipei），但在世界貿易組織中則用「台澎金马个别关税领域」的名稱，簡稱「中華台北」。「Chinese Taipei」在中国奥委会和中华奥委会的协商後的中文名稱決定為「中華台北」，在各種國際場合的中文名稱均使用「中華台北」。在北京奧運會之前，中國大陸境內仍大多使用「中國台北」稱呼「中華台北」，此後則改為稱「中華臺北」。但在2017年4月，中华人民共和国官方又将“Chinese Taipei”的称呼修订为「中国台北」。中華民國前總統陳水扁直接稱呼「Chinese Taipei」為「台灣隊」，台灣民眾則簡稱為「中華隊」或「台灣隊」。

### 美国
1950年1月，美國總統杜魯門在記者會中宣讀聲明，表示日本投降是接受了《開羅宣言》、《波茨坦公告》，因此台灣應當歸還中華民國，美國與其他同盟國在過去四年已經接受中國在台灣行使權力。美國對臺灣沒有領土野心，無意捲入國共內戰，也不會向在台灣的國軍提供軍事援助。2月，中华人民共和国和蘇聯签定《中苏友好同盟互助条约》，中华人民共和国和蘇聯的战略同盟关系及和美國在远东对立的战略格局由此而形成。与此同时，进攻台湾成为1950年中华人民共和国军事工作的首要任务，并开始积极准备。3月～4月中国人民解放军发动海南島戰役攻占海南。5月16日，國軍從舟山群岛撤到台湾。台湾形势日益紧张，中國大陆沿海岛屿紛紛被中国人民解放军奪取，使甫遷來台的中華民國政府局勢更加不利。
美国对中国政局发展极为重视，5月18日，原共和党发言人、刚刚出任国务卿顾问的杜勒斯向国务院提交一份与国务卿迪安·艾奇逊观点相左的备忘录。他提出：“由于共产党已控制中国，而中国又与苏联结盟，世界力量均衡的局面已被打破，并且朝着有利于苏联而不利于美国的方向倾斜。在这种情况下，如果美国的行为仍表现出允许那些未确定地区，即美洲和北大西洋条约国以外的地区存在落入苏联之手的倾向，那么在类似日本、菲律宾、印度尼西亚这样具有丰富自然资源的地区，美国就将遇到一系列重大的灾难，甚至中东石油地区也将处于危机之中。为了防止这种灾难的发生，美国应该迅速采取一种能够显示信心和决心的全新与强硬的立场。”杜勒斯认为：“如果美国宣布要使台湾保持中立，既不容许它被共产党占领，也不容许它被用作对抗中国大陆的军事基地，那么，我们就一定能够使这一决策坚持下去，除非苏联发动公开的战争”。
5月30日和6月9日，助理国务卿魯斯克采纳杜勒斯的意见，并在向艾奇逊提交两份建议书，称“如为保证台湾军事中立化，美国派第七舰队进驻台湾水域，宣称防止台湾海峡双方发生军事行动；照会英、苏及联合国，说明中国人之间在台湾即将发生的冲突将涉及国际和平问题，应由联合国及对日和约有关国家共同解决。”
6月24日，美国远东驻军司令官麦克阿瑟向美国国防部长约翰逊和美国参谋长联席会议主席布莱德雷递交一份《保台意见书》，其中把台湾比喻为“不沉的航空母舰”，强调台湾一旦落入共产党手中对美国远东战线造成的威胁，主张美国应采取主动措施防止台湾被共产主义政权所统治。
6月26日，美国总统杜鲁门在布莱尔大厦召集国务院和国防部高级官员商讨朝鲜问题。布莱德雷首先提出的不是朝鲜问题而是台湾问题，他宣读麦克阿瑟的《保台意见书》，并提出“台湾比朝鲜更重要”，“在朝鲜的进攻可能是一次佯动，目的是转移我们被共产党急迫进攻台湾的注意力……如果共产党果真要从远东把仗打下去，我们就必须刻不容缓地保卫台湾”。
杜鲁门遂于6月27日发表声明，表示：“对朝鲜的攻击说明，共产主义现在要使用武装的侵犯与战争……共产党部队对台湾的占领将直接威胁太平洋地区的安全，及在该地区执行合法与必要职务的美国部队”，并宣布“台湾未来地位的确定，必须等待太平洋安全的恢复、对日本的和平解决或联合国的审议”，当天，第七舰队十余艘军舰进驻台湾基隆、高雄两港口，并在台湾海峡进行 “侦察巡逻”和作战演习。6月28日，杜鲁门命令第七舰队进驻台湾海峡，阻止任何对台湾的进攻，确保台湾中立化。8月4日，美国空军第13航空队一批飞机进占台北空军基地。同时，美国驻远东军总部还设立名为“驻台考察团”的指挥机构，统一指挥海、空军。美军的举动，标志着美国已经全面介入中国内战，并将台湾的战略地位纳入国际冷战格局，成为中(包含兩岸)美关系未来发展的重要一环。
美国前国务卿杜勒斯在1951年首次明确提出“岛链”概念，试图以岛链方式来封锁中华人民共和国，而台湾则成为第一岛链的重要一环。1954年12月2日，美国同中華民國签订《中美共同防御条约》。共十条，其中第二条：一旦“缔约国将个别及联合以自动及互助之方式，维持并发展起个别及集体之能力，以抵抗武装攻击，极由国外指挥之危害其领土完整与政治安定之共产颠覆活动”；第五条：“每一条约国承认对在西太平洋区域内任一条约国之武装攻击，即将危及其本身之和平与安全，兹并宣告将以宪法程序采取行动，以对付此共同危险”；第七条：“中华民国政府给与，美利坚合眾国接受，依共同协议之决定，在台湾、澎湖及附近，为其防卫所需要，部署美国陆海空军之权力”；第十条：“本条约有效期无限”。
1955年1月29日，美國通過台灣決議案。
1955年2月，美國國務院宣稱：國際任何討論台灣問題之會議，倘無中華民國代表出席，美國決不參加:80。
1955年4月26日，美軍協防台灣司令部（USTDC）成立，是美軍的一個次級聯合司令部，負責指揮駐台美軍各單位，由時任美國海軍第七艦隊總司令蒲賴德中將出任為該司令部的首位司令。
此后，美国在台湾长期驻军，客观上避免中国人民解放军在中华人民共和国建立前期的数十年間，通过落后薄弱的海军跨海作战，统一台湾的可能性。直至1979年美国与中華民國断交，才在中华人民共和国的外交压力下全数撤出，《中美共同防御条约》被废除，而以由美國國會通過的美国国内法《台湾关系法》取而代之，该法律仍然強調美國應对台灣提供防御性武器，以維護太平洋和平與安全。
美国并未放弃其在台湾的战略利益，也一直没有放弃岛链封锁中国大陸的战略，故台湾问题一直被中华人民共和国方面认为是“中美关系发展中最敏感的问题”，“中美关系发展最大的障碍”。2005年5月13日，抵达美国纽约出席联合国成立60周年首脑会议的中华人民共和国领导人胡锦涛，在会晤美国总统乔治·沃克·布什时，再次提出“中美关系的关键在台湾问题”。美國總統與國務卿則多次強調台灣問題也是人權問題，其處理必須是和平方式且經台灣人民之同意。
1979年美國與中華人民共和國建交前與中華民國斷交，並發佈中美三個聯合公報，美国在《中美建交公报》中关于台湾的部分，表示「認知」（acknowledge，中華人民共和國譯爲「承認」）中国的立场，即「只有一个中国，台湾是中国的一部分」。雖然承認中華人民共和國代表中國，但不承認中華人民共和國對台灣擁有主權（『美國一中政策』）。
但此後，美國政府一直保持模糊政策，直至2004年中，美國政府因應民進黨政府激進動作，不得不開始日益清晰其一個中國、不支持台獨的政策。值得注意的是，美國在提及關於最終主權地位時，均使用“福爾摩沙”（Formosa），而其他時候則使用“台灣”（Taiwan）。此外，通过中美三个联合公报以及美国国内法“台灣關係法”，但美國的態度是两岸的過程必須是台海兩岸的政府共同以和平的方式來解決，反對以片面或非和平的方式來解決，而此過程是沒有時間表的，由兩岸的政府和人民共同決定。這樣的政策符合美國的利益，也符合台海兩岸人民的利益。還有一點很重要的政策是，“美國對台灣沒有領土野心”，這點已由杜魯門總統所確定，而至今沒有改變。
因此，按照美国的说法，不論是韓戰時協防臺灣、金門砲戰時協助中華民國國軍運補、與中华人民共和国的日內瓦會談、台灣關係法的訂定及執行、中美三個聯合公報的簽訂、1996年台海危機時巡弋台海、反對台灣公投、不支持台灣加入聯合國等，均不是支持或反對兩岸統一或台灣獨立，而是因為那樣做，符合美國的政策、符合美國的利益。美國的政策是清晰的，一貫的，而且沒有改變。此一立場美國於2007年8月31日再度重申。
2007年，美國國會研究處在研究海峡两岸的『一個中國政策』報告書中闡述美國的立場，並總結了五點：
1. 在1972年、1979年和1982年三个美中联合公报中，美国没有明确说明台湾的主权地位。
2. 美國「認知」兩岸「一個中國」的立場。
3. 美國的政策並「沒有承認」中华人民共和國對台灣的主權。
4. 美國的政策並「沒有承认」台灣為主權國家。
5. 美國的政策認為台灣地位未定。

這些內容在2013年美國國會研究處的研究報告中保持不變。
美国众议院以及参议院于2016年9月分别提出旨在促进台湾与美国间的高层级交流的法案——《台灣旅行法》（英语：Taiwan Travel Act），之后2017年1月及5月重新提出，均获参众两院通过，并于2018年3月16日由总统特朗普签署生效。此法是续《与台湾关系法》后，另一部现行与台湾相关的美国国内法。

### 日本
1972年日本自由民主黨總裁選舉中，日中關係就是其中一個最重要的議題，田中角榮在競選時承諾上台後要實現日中邦交正常化，得到其他候選人三木武夫和中曾根康弘的支持，選舉結果是田中大比數擊敗最大的競爭對手，當時屬於親台派的福田赳夫。7月，田中角榮出任內閣總理大臣（首相）後，表示充分理解中國政府的「復交三原則」（即日本政府充分理解和尊重中國政府的這一立場，中華人民共和國是中國的唯一合法政府，台灣是中華人民共和國不可分割的一部分，以及廢除《中日和約》），中國政府也對此做出積極回應。相应内容发表于《中日联合声明》中。
2010年5月19日，日本外務省副大臣武正公一在日本眾議院外務委員會會議上回答眾議員中津川博鄉質詢時表示：「日本並未承認台灣是中國領土的一部分，只是在《舊金山和約》中，日本政府放棄對台灣的所有權利，有關台灣的法定地位，日本政府沒有加以認定的立場」。2012年3月9日，日本首相野田佳彥亦作相同表示。
2016年10月14日，日本民進黨黨首蓮舫因出生於台灣導致的雙重國籍爭議影響政治生涯，已向日本法務省提供國籍放棄的證明文件，日本法務大臣金田勝年14日召開記者會，表示日本並不承認台灣是一個國家，所以沒辦法受理蓮舫的國籍放棄之證明文件。日本並不承認台灣當局的合法性，所以不承認中華民國政府所開出的國籍放棄證明文件為官方文書，蓮舫可以改為向法務省宣示只願意擁有日本國籍，能夠消除雙重國籍的問題。
2021年4月17日，日本首相菅義偉與美國總統拜登舉行高峰會，並共同發布聯合聲明：「我們強調台海和平穩定的重要性，鼓勵和平解決兩岸議題」。菅義偉在聯合記者會表示，雙方有談論台灣和中國新疆的情況，日本與美國曾明確就台灣海峽和平穩定的重要性達成共識，而今天對此再次確認。这一表态，引发台海两岸及国际舆论关注，对其是否是日本政府协防台湾的承诺，有完全不同的理解（参见：日本协防台湾）。

### 联合国
1988年12月20日，鉴于台湾在联合国机构中的称谓问题，中华人民共和国政府以中国常驻联合国亚太经社会副代表名义致函亚太经社会秘书处，要求联合国各有关机构应当使用“中国台湾省”称呼。1989年5月3日，中国常驻联合国代表团向联合国秘书处法律部递交了正式外交照会，“谨奉授权确认联合国系统文件包括统计表格中如必须提及中国台湾省时，其正式称谓应为‘中国台湾省’。”同年6月15日，联合国秘书处法律部答复称，其已将中华人民共和国政府的外交照会印发联合国系统各有关部门，并将立即启用新称呼。
2005年，时任聯合國秘書長潘基文在一份退回关于台湾加入联合国请求的函件中，指稱鑒於聯合國大會第2758號決議文，聯合國認為台灣為中華人民共和國的一部分，“联合国认为，就一切意图和目的而言，台湾均是中华人民共和国不可分割的一部分。”。中華民國政府對此向联合国大会致函反駁潘基文的言論。但是该函件隨即遭到联合国大会总务委员会退回，联大总务委员会同时拒绝将这一问题列入联大议程，这是联合国大会第15次退回类似函件。
2007年，中华民国方面试图以台湾名义加入联合国。7月，时任中华民国总统陈水扁致函聯合國秘書長潘基文，正式提出以台湾名义加入联合国的诉求，潘基文引用相关决议文拒绝。美国国务院随后对潘基文的这一说法表示反对，重申美方对台湾主权不采立场，并指联合国文件主张台湾是中华人民共和国的一部分，惟该主张不为包括美国在内等联合国会员国接受，若联合国坚持，美国将以国家立场与此划清界线。2011年公开的一份維基解密外交電文指出，潘基文在当年8月與美國駐聯合國大使扎勒米·哈利勒扎德會面時，承認他有關「台灣是中國的一部分」的公開發言「太過分（go too far）」，並確認未來聯合國提及台灣時，不再使用「台灣是中國的一部分」一詞。澳洲、加拿大、日本及紐西蘭也跟進美國，在與聯合國諮商之後確定联合国不再使用上述說法。但之后，联合国及各下属机构仍依照中華人民共和國先前要求延續“中国台湾省”之称谓。2016年，联合国秘书长发言人杜加里克在记者会上被问及秘书长一份关于高雄美浓地震的声明中“中国台湾省”的称谓时强调，这是联合国所采用的正式称谓。中華人民共和國持續壓制台灣的國際空間，要求其邦交國及國際組織不得承認台灣有國家地位。。 2024年，联合国秘书长发言人斯特凡纳·迪雅里克在记者会上回答提问时表示，根据联合国大会1971年通过的第2758号决议，“台湾是中国的一个省”。
2025年4月23日，美國政府於聯合國安全理事會會議中發表聲明，指出第2758號決議僅同意承認中華人民共和國政府為中國唯一合法政權，惟並未提及臺灣主權問題。美國政府同時對於中華人民共和國多年來為孤立臺灣而持續刻意曲解、誤用第2758號決議的行為表示嚴正批評。對此，中華民國外交部則對外表示感謝美國政府堅定支持為臺灣爭取國際參與機會，部長林佳龍亦譴責中方持續透過惡意扭曲聯大第2758號決議打壓台灣的主權地位及國際參與空間，認為「中華民國（台灣）是主權獨立國家，與中華人民共和國互不隸屬，這是台海客觀現狀，也是國際公認的事實」；中華民國外交部並稱「聯大第2758號決議全文未曾提及台灣，也未認定台灣是中華人民共和國的一部分。只有台灣的民選政府，才能在聯合國體系及其他國際組織代表台灣2300萬人」。